# カランコエの花
『カランコエの花』（カランコエのはな）は、2018年公開の日本の映画。中川駿による監督で、今田美桜らが出演する。
舞台は高等学校。2年生のとあるクラスで「LGBTについて」という授業が行われるが、他クラスでは行われておらず、「うちのクラスにLGBTがいるんじゃね？」との言葉が発端で当事者探しが始まってしまう。この映画の特徴は、当事者からの視点で物語が進むのではなく、周囲の人間からの視点を描くことで多数派に翻弄される当事者を映していることにある。
制作は2016年。監督の中川は、LGBTに関する問題に興味が湧いたが「すごくセンシティブなテーマだから、うかつに手を出したら誰かを傷つけてしまうのでは」と考え、映画仲間にそう相談してみると、「その考え方自体がそもそも差別的」と言われ、自分の「潜在的な差別意識」に気付いたという。その経験やLGBTへの「過剰な配慮」を感じたことなどからこの作品に至った。
本作は：
- 第26回レインボー・リール東京「レインボー・リール・コンペティション2017」グランプリ[4]
- 第51回TOKYO月イチ映画祭 グランプリ[5]
- 京都国際映画祭クリエイターズ・ファクトリー エンターテインメント映像部門グランプリ[6]
- 第9回下北沢映画祭コンペティション 観客賞・日本映画専門チャンネル賞[7]
- 第4回新人監督映画祭コンペティション部門 中編作品部門グランプリ[8]
- 横浜インディペンデントフィルムフェスティバル 中編最優秀作品賞[9]
- 2018年5月に第16回中之島映画祭でグランプリ[10]

を受賞した。
DVD化においてはクラウドファンディング「MotionGallery」を通じて資金調達を行い、目標金額80万円に対して約529万円集まった。2019年5月8日にオデッサ・エンタテインメントが販売を代理して発売された。

## キャスト
- 今田美桜: 一ノ瀬月乃
- 永瀬千裕: 葛城沙奈
- 笠松将: 新木裕也
- 須藤誠: 佐伯洋太
- 有佐: 小牧桜
- 堀春菜: 梶原千里
- 手島実優: 矢嶋みどり
- 石本径代: 月乃の母
- 山上綾加: 小嶋花絵
- 古山憲正: 生徒
- イワゴウサトシ: 加藤健一